# بخش وسترویک
بخش وسترویک (به سوئدی: Västerviks kommun) یک ناحیه شهری در سوئد است که در شهرستان کالمار واقع شده‌است.

## خواهرخوانده
شهرهای Tønder Municipality, Närpiö، اکرانس، ونتسپیلس و Bamble خواهرخوانده‌های بخش وسترویک هستند.